# S Group International
S Group International LLC war eine kirgisische Fluggesellschaft mit Sitz in Bischkek und Basis auf dem Flughafen Manas.

## Geschichte
S Group International wurde im Jahr 2013 als Nachfolgegesellschaft der S Group Aviation gegründet. Sie betrieb einen Airbus A320-200, welcher vorwiegend im Auftrag anderer Fluggesellschaften eingesetzt wurde. Während eines Einsatzes für die libysche Buraq Air wurden drei Mitarbeiter der S Group International bei einem Angriff auf ein Hotel in Tripolis getötet.
Später wurde eine Boeing 737-400 aus den Beständen der Air Kyrgyzstan übernommen, welche jedoch nicht mehr zum Einsatz kam. Am 30. Januar 2015 wurde der Gesellschaft das Air Operator Certificate für Passagierflüge entzogen.

## Flotte
Die zuletzt aktive Flotte der S Group International bestand aus einem Flugzeug.
| Flugzeugtyp     | Anzahl | Kennzeichen | Sitzplätze |
| --------------- | ------ | ----------- | ---------- |
| Airbus A320-200 | 1      | EX-32004    | 180        |
| Gesamt          | 1      |             |            |